# Iamamiwhoami

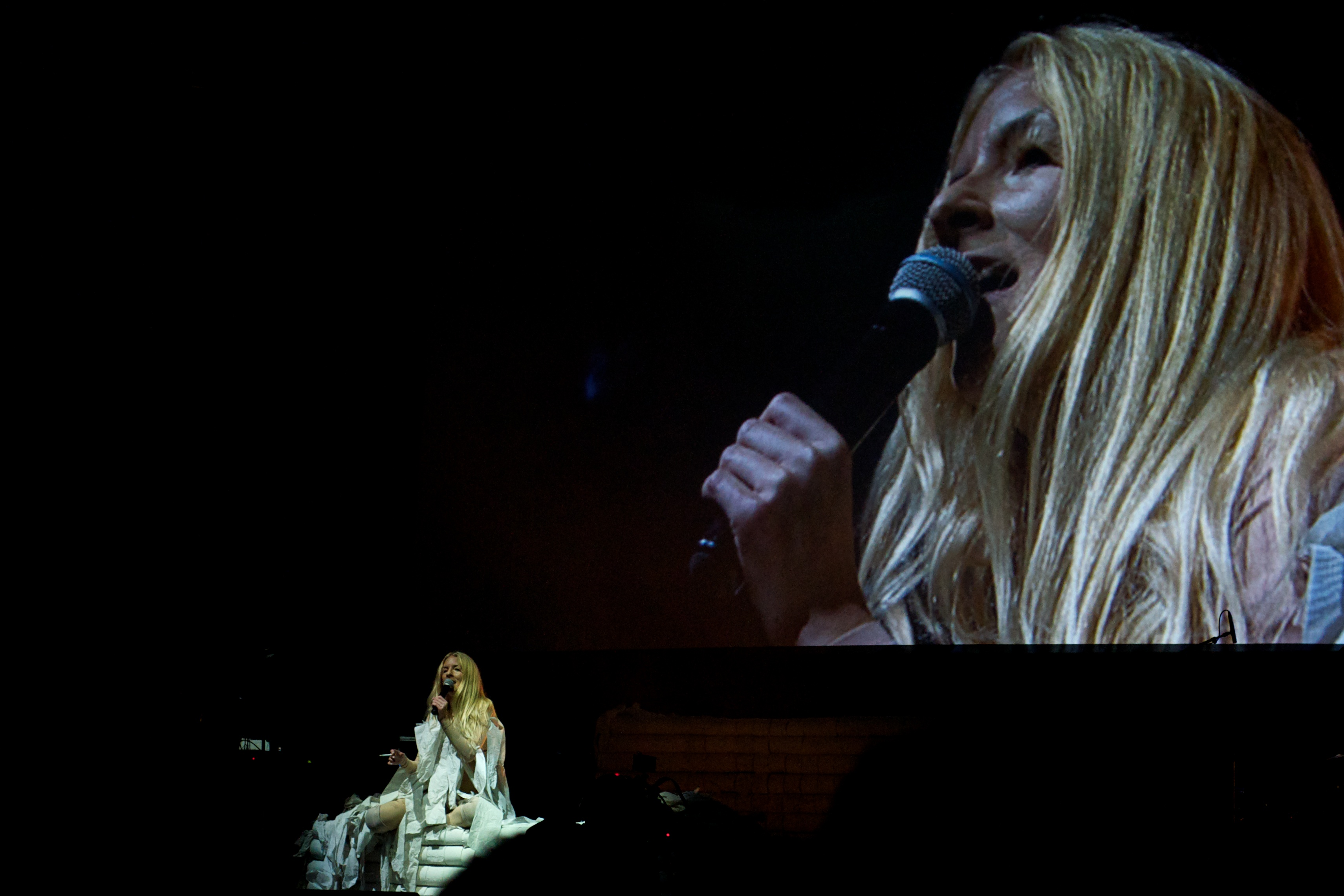
Iamamiwhoami au festival de Göteborg en 2012

iamamiwhoami est un projet musical et visuel fondé par l'artiste suédoise Jonna Lee (en) en collaboration avec son producteur de longue date Claes Bjërklund. La musique et l'imagerie du groupe contiennent des éléments de divers sous-genres de la musique électronique, tels que l'ambient, la synthpop, la dream pop et le trip hop. Leurs vidéos musicales, ont connu un succès viral grâce aux bloggers et aux journalistes musicaux qui ont contribué, en les relayant depuis YouTube, à leur donner de la notoriété. 
Depuis 2012, iamamiwhoami a son propre label, appelé To whom it may concern, fondé et dirigé par Jonna Lee elle-même.

## Distinctions
| Année | Nominated work               | Prix               | Catégorie                               | Résultat   |
| ----- | ---------------------------- | ------------------ | --------------------------------------- | ---------- |
| 2011  | iamamiwhoami                 | Grammis            | Årets innovatör (Innovateur de l'année) | Lauréat    |
| 2011  | iamamiwhoami                 | MTV O Music Awards | Innovative Artist                       | Nomination |
| 2011  | iamamiwhoami                 | MTV O Music Awards | Best Web-Born Artist                    | Nomination |
| 2012  | iamamiwhoami                 | BBC Radio 6 Music  | Best Tease of the Past 12 Months        | Lauréat    |
| 2012  | iamamiwhoami                 | MTV O Music Awards | Digital Genius                          | Lauréat    |
| 2013  | Robin Kempe-Bergman: "drops" | Grammis            | Årets musikvideo (Clip de l'année)      | Nomination |

## Sources
- A. Journet, « Cinq clés pour percer le mystère iamamiwhoami », sur L'Express, 12 août 2011 (consulté le 25 janvier 2014)
- J.D. Beauvalet, « iamamiwhoami : ce duo electro suédois enchante », sur Les Inrockuptibles, août 2013 (consulté le 25 janvier 2014)
- Cédric Le Merrer, « iamamiwhoami, enfin la révélation ? », sur Première, mars 2010 (consulté le 25 janvier 2014)
- (en) Mickael Cragg, « The ethereal world of Jonna Lee The Swedish singer-songwriter gives her first interview as the mysterious art/music crossover iamamiwhoami », sur The Guardian, août 2012 (consulté le 25 janvier 2014)
- (en) Holly Williams, « Music review: iamamiwhoami, Electric Brixton, London », sur The Independent, mai 2013 (consulté le 25 janvier 2014)